# Ла-Кондамин
Ла-Кондами́н (фр. La Condamine, итал. La Condamina) — один из десяти районов Монако. Площадь — 267 324 м². Население — 3694 чел. (по данным на 2008 г.).
Расположен между районами Монако-Вилле, Монте-Карло и районом Монте-Карло — Монегетти. Район омывается Средиземным морем. Ла-Кондамин известен своей широкой гаванью и представляет собой основной порт и деловой центр страны. Гавань Геркулес или порт Монако — крупнейшая пристань княжества Монако.

## Галерея

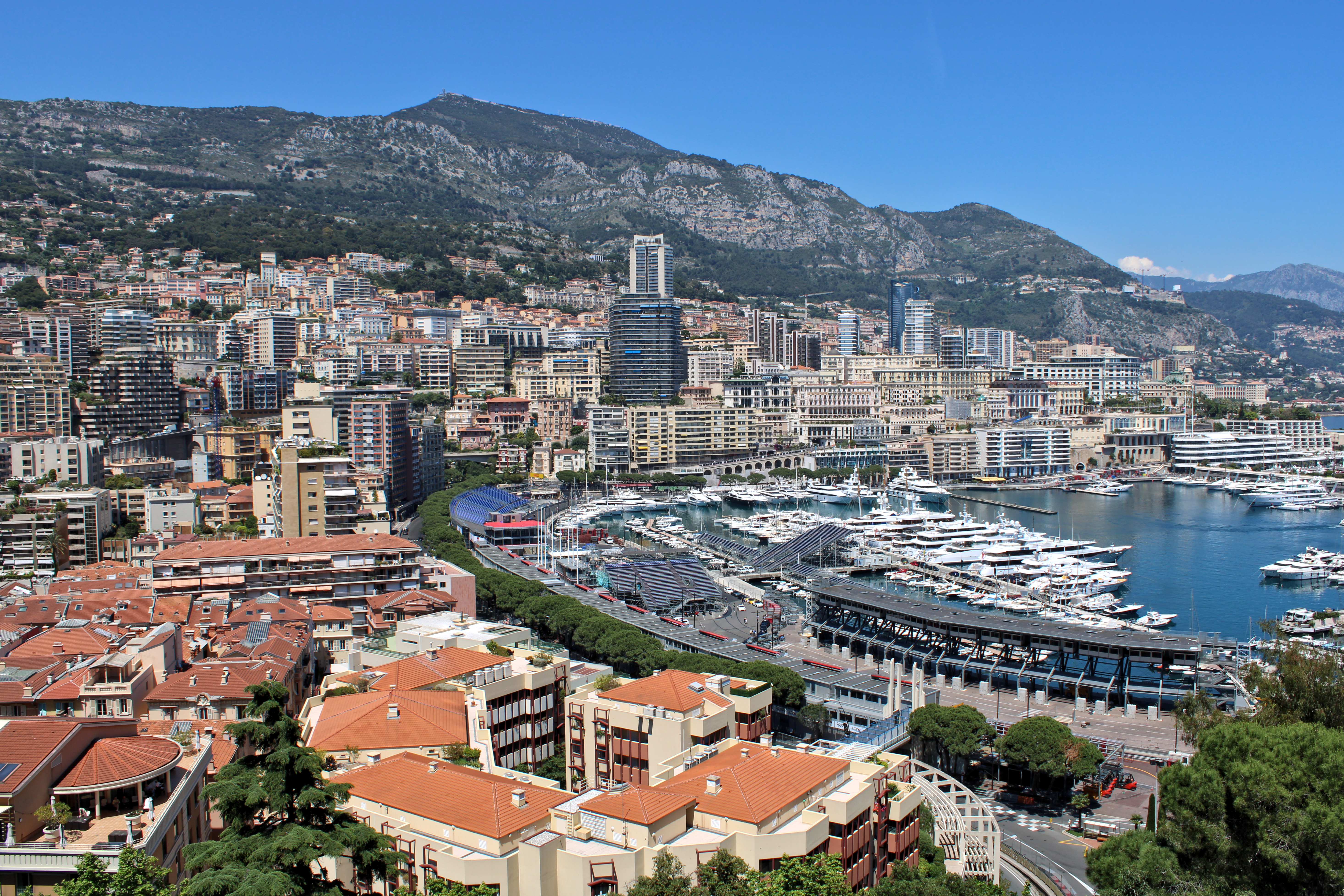
Ла-Кондамин и порт Монако
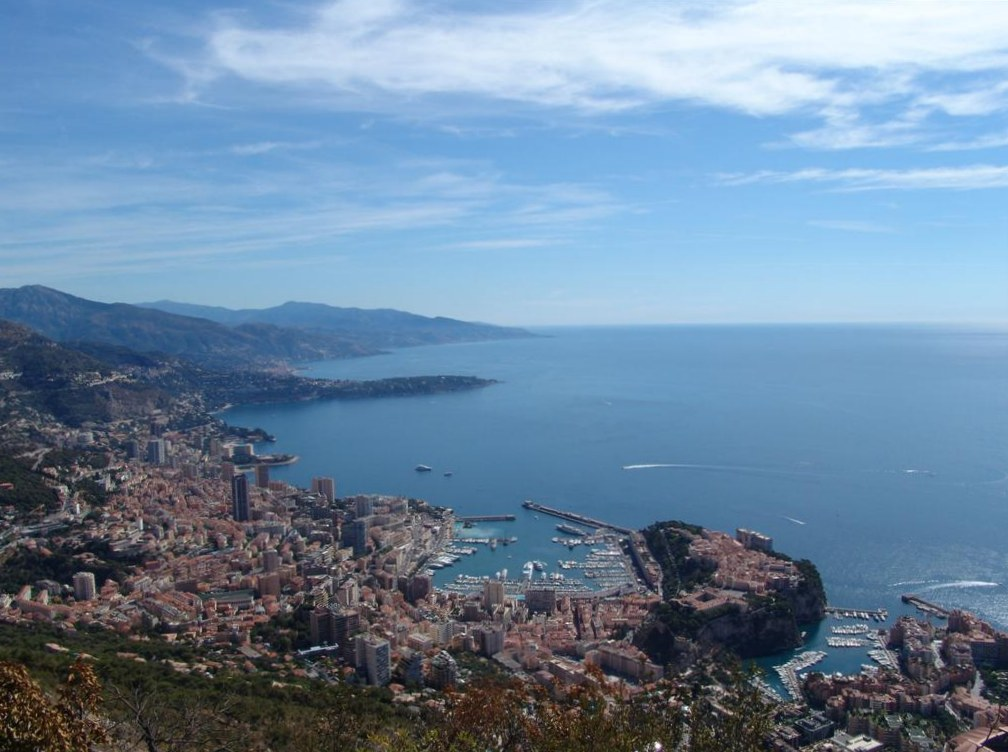
Монте-Карло, Ла-Кондамин, Монако-Вилле и Фонвьей